# Axioma de separació

Un dels graus possibles de separació és el dels espais T ₂o Hausdorff, en quins punts diferents sempre estan separats per oberts disjunts.

Els axiomes de separació constitueixen uns requisits addicionals que es poden exigir a un espai topològic. Aquests requisits fixen el grau en què diferents punts o conjunts tancats poden ser separats per mitjà dels oberts de la topologia.
Hi ha diversos nivells creixents de separació que es poden demanar a un espai topològic. Solen anomenar-se amb la lletra T (de Trennung, separació en alemany) i un subíndex convenient. Així apareix una jerarquia d'espais, entre els quals cal destacar els espais T ₂o espais de Hausdorff, els T₃o espais regulars i els T ₄o espais normals.
Per desgràcia, excepte per a T0, T 1i T ₂, els noms dels axiomes de separació no estan completament estandarditzats.
La topologia és una branca de les matemàtiques on el que importa no són les mides de les figures ni les distàncies entre els seus punts sinó més aviat la forma de les figures, així com les propietats que es mantenen quan aquestes figures són deformades (per exemple la quantitat de punts en aquesta figura o la propietat de ser "d'una sola peça"). Hi ha diferents maneres de classificar aquestes propietats, les més destacades són: propietats de compacitat, propietats de connexió i propietats de separació. Vegem en què consisteixen aquestes propietats de separació i com podem distingir espais topològics per mitjà dels anomenats "axiomes de separació".
La definició de topologia, en la seva generalitat, admet estructures topològiques poc útils: pensem en un conjunt X amb més d'un element, dotat amb la topologia trivial (p. ex. els seus únics oberts són Ø i tot X). Aquesta topologia no conté oberts que ens permetin distingir topològicament dos punts diferents: tots dos punts comparteixen l'únic entorn possible. Mirant els entorns oberts de cada punt ens resulta impossible distingir-los. Diem que, a efectes topològics,  X  no és diferent d'un conjunt d'un sol punt dotat de la topologia trivial.
Necessitem algun tipus de requisit sobre la topologia que garanteixi un nombre suficient d'oberts, de manera que aquests ens permetin distingir topològicament punts diferents. Els diferents graus en què es concreta aquesta exigència es plasma en els diferents axiomes de separació.

## Alguns axiomes de separació

### EspaisT0{\displaystyle T_{0}}o Kolmogórov
Un espai topològic {\displaystyle X} es diu {\displaystyle T_{0}} si i només si per qualsevol parell de punts {\displaystyle x,y\in X} hi ha un obert que conté un dels punts i no conté l'altre punt.
Una equivalència a aquesta propietat és la següent: si {\displaystyle x,y} són elements de l'espai {\displaystyle X} tals que la clausura de {\displaystyle \{x\}} i la clausura d'{\displaystyle \{i\}} siguin iguals llavors {\displaystyle x=i}

### EspaisT1{\displaystyle T_{1}}o Fréchet
Un espai topològic X es diu {\displaystyle T_{1}} si i només si per qualsevol parell de punts x, y de X hi ha un parell de conjunts oberts {\displaystyle A_{1}}, {\displaystyle a_{2}}, tal que x estigui {\displaystyle A_{1}}, però no en {\displaystyle a_{2}}, ia més i estigui {\displaystyle a_{2}}, però no en {\displaystyle A_{1}}.
Una equivalència important és que X és {\displaystyle t_{1}} si i només si els subconjunts de X formats per un únic punt són tancats.

### EspaisT2{\displaystyle T_{2}}o Hausdorff
Un espai topològic X és de Hausdorff o {\displaystyle T_{2}} si i només si per qualsevol parell de punts x, i en X hi ha un parell d'oberts disjunts que conté un axy altre a i.
Aquests espais són especialment importants, ja que a més de suposar una gran quantitat d'exemples (tots els espais mètrics són {\displaystyle t_{2}}), tenen propietats fortes com el que la convergència d'una successió o d'un filtre, en cas d'existir, sigui única.

### EspaisT3{\displaystyle T_{3}}o regulars
Un espai topològic X és regular si és {\displaystyle T_{0}} i per a cada punt {\displaystyle x\in X} i qualsevol tancat {\displaystyle F\subset X} tal que x no pertany a F existeix un entorn de {\displaystyle x} {\displaystyle U_{x}} i un entorn de {\displaystyle F} {\displaystyle U_{F}} tal que la seva intersecció és buida. És a dir, podem separar punts de tancats.

### EspaisT312{\displaystyle T_{3{\frac {1}{2}}}}, completament regulars o Tychonoff
Un espai topològic X és completament regular si és {\displaystyle T_{1}} i per a cada punt {\displaystyle x\in X} i qualsevol tancat {\displaystyle F\subset X} tal que x no pertany a F hi ha una funció contínua {\displaystyle f:X\rightarrow [0,1]} tal que {\displaystyle f(x)=0} i {\displaystyle f(F)=1}.

### EspaisT4{\displaystyle T_{4}}o normals
Un espai topològic X és normal si és {\displaystyle T_{1}} i per a cada parell de tancats {\displaystyle f_{1},F_{2}\subset X} amb intersecció buida hi ha uns entorns que els continguin {\displaystyle U_{f_{1}}} i {\displaystyle U_{F_{2}}} tal que la seva intersecció sigui buida. És a dir, podem separar tots els tancats de l'espai. En particular els espais mètrics són normals.

## Separació en espais mètrics
És fàcil verificar que {\displaystyle T_{3{\frac {1}{2}}}\Rightarrow T_{3}\Rightarrow T_{2}\Rightarrow T_{1}\Rightarrow T_{0}}. És cert que {\displaystyle T_{4}\Rightarrow T_{3{\frac {1}{2}}}}, encara que això no és tan evident, és una conseqüència del Lema d'Urysohn. Un espai mètric {\displaystyle (X,d)} amb la seva distància associada és normal, Tychonoff, regular, Hausdorff, Fréchet i finalment Kolgomorov. És important destacar, per evitar errors, que el recíproc no és cert.
Vegem que és cert que tot espai mètric és normal o {\displaystyle T_{4}} i, per tant, és Tychonoff, regular, Hausdorff, Fréchet i Kolgomorov.
Tot espai mètric, amb la seva distància {\displaystyle (X,d)} és normal.
Demostració:
Sigui {\displaystyle f_{1}} i {\displaystyle F_{2}} Dos tancats d'un espai mètric {\displaystyle X}. Per a cada {\displaystyle x\in f_{1}} sigui {\displaystyle r_{x}=d(x,F_{2})}. Anàlogament, per a cada {\displaystyle i\in F_{2}} sigui {\displaystyle s_{y}=d(i,f_{1})}. Sigui {\displaystyle U=\bigcup _{x\in f_{1}}B_{\frac {r_{x}}{2}}(x)}, i sigui {\displaystyle V=\bigcup _{i\in F_{2}}B_{\frac {s_{y}}{2}}(i)}. És clar que tant U com V són oberts, i que {\displaystyle f_{1}\subset U} i {\displaystyle F_{2}\subset V}. S'afirma que {\displaystyle U\bigcap V=\emptyset }.
Suposem que és fals, llavors sigui {\displaystyle z\in U\bigcap V}. Vol dir que hi ha x, iy tal que {\displaystyle z\in B_{\frac {r_{x}}{2}}(x)} i {\displaystyle z\in B_{\frac {s_{y}}{2}}(i)}. Però això implica que:
{\displaystyle d(x,y)\leq d(x,z)+d(z,y)<{\frac {r_{x}}{2}}+{\frac {s_{y}}{2}}<\max(d(x,F_{2}),d(i,f_{1}))\leq d(x,F_{2})}
La qual cosa és una contradicció. {\displaystyle \Box }
Per tant, tots els espais mètrics són normals i, per tant, Tychonoff, regulars, Hausdorff, Fréchet i Kolgomorov.